# Président de la BBC
Le président de la BBC, appelé Chairman lorsque le titulaire est un homme et Chairmanwoman lorsqu'il s'agit d'une femme, est le chef du conseil d'administration de la BBC, chargé de maintenir l'indépendance de la BBC et de superviser le fonctionnement de la BBC pour remplir sa mission,. Le président dirige le processus de nomination du Directeur général et peut le révoquer. Le président de la BBC agit également en tant que représentant le plus élevé de la société auprès du Parlement et du gouvernement, y compris des administrations décentralisées.
Le président est officiellement nommé par le Conseil privé, sur avis du Secrétaire d'État pour un mandat de quatre ans. Le président actuel est le Dr Samir Shah, qui a succédé à la présidente Dame Elan Closs Stephens le 4 mars 2024.

## Liste des présidents
Status
| Portrait                                                                | Nom (Naissance–Décès)                                                   | Mandat                                                                  | Mandat                                                                  | Honneur(s)                                                              | Premier Ministre                                                        | Monarque              |
| ----------------------------------------------------------------------- | ----------------------------------------------------------------------- | ----------------------------------------------------------------------- | ----------------------------------------------------------------------- | ----------------------------------------------------------------------- | ----------------------------------------------------------------------- | --------------------- |
| Président du conseil des gouverneurs de la British Broadcasting Company | Président du conseil des gouverneurs de la British Broadcasting Company | Président du conseil des gouverneurs de la British Broadcasting Company | Président du conseil des gouverneurs de la British Broadcasting Company | Président du conseil des gouverneurs de la British Broadcasting Company | Président du conseil des gouverneurs de la British Broadcasting Company | George V r. 1910-1936 |
|                                                                         | Lord Gainford (1860–1943)                                               | 18 décembre 1922                                                        | 31 décembre 1926                                                        |                                                                         | David Lloyd George                                                      | George V r. 1910-1936 |
| Bonar Law                                                               | Lord Gainford (1860–1943)                                               | 18 décembre 1922                                                        | 31 décembre 1926                                                        |                                                                         |                                                                         | George V r. 1910-1936 |
| Stanley Baldwin                                                         | Lord Gainford (1860–1943)                                               | 18 décembre 1922                                                        | 31 décembre 1926                                                        |                                                                         |                                                                         | George V r. 1910-1936 |
| Ramsay MacDonald                                                        | Lord Gainford (1860–1943)                                               | 18 décembre 1922                                                        | 31 décembre 1926                                                        |                                                                         |                                                                         | George V r. 1910-1936 |
| Stanley Baldwin                                                         | Lord Gainford (1860–1943)                                               | 18 décembre 1922                                                        | 31 décembre 1926                                                        |                                                                         |                                                                         | George V r. 1910-1936 |
| Président du Board of Governors of the BBC                              |                                                                         |                                                                         |                                                                         |                                                                         |                                                                         | George V r. 1910-1936 |
|                                                                         | Comte de Clarendon (1877–1955)                                          | 1 janvier 1927                                                          | 1930                                                                    |                                                                         | Stanley Baldwin                                                         | George V r. 1910-1936 |
| Ramsay MacDonald                                                        | Comte de Clarendon (1877–1955)                                          | 1 janvier 1927                                                          | 1930                                                                    |                                                                         |                                                                         | George V r. 1910-1936 |
|                                                                         | John Henry Whitley (1866–1935)                                          | 1930                                                                    | 3 février 1935 (mort en fonction)                                       |                                                                         |                                                                         | George V r. 1910-1936 |
|                                                                         | Vicomte Bridgeman (1864–1935)                                           | 1935                                                                    | 14 aout 1935 (mort en fonction)                                         |                                                                         |                                                                         | George V r. 1910-1936 |
| Stanley Baldwin                                                         | Vicomte Bridgeman (1864–1935)                                           | 1935                                                                    | 14 aout 1935 (mort en fonction)                                         |                                                                         |                                                                         | George V r. 1910-1936 |
|                                                                         | Ronald Collet Norman (1873–1963)                                        | 1935                                                                    | 1939                                                                    |                                                                         |                                                                         | George V r. 1910-1936 |
| Neville Chamberlain                                                     | Ronald Collet Norman (1873–1963)                                        | 1935                                                                    | 1939                                                                    | Edward VIII r. 1936                                                     |                                                                         |                       |
| Neville Chamberlain                                                     | Ronald Collet Norman (1873–1963)                                        | 1935                                                                    | 1939                                                                    | George VI r. 1936-1952                                                  |                                                                         |                       |
| Neville Chamberlain                                                     |                                                                         | Allan Powell (1876–1948)                                                | 1939                                                                    | 1946                                                                    |                                                                         |                       |
| Winston Churchill                                                       |                                                                         | Allan Powell (1876–1948)                                                | 1939                                                                    | 1946                                                                    |                                                                         |                       |
| Clement Attlee                                                          |                                                                         | Allan Powell (1876–1948)                                                | 1939                                                                    | 1946                                                                    |                                                                         |                       |
|                                                                         | Lord Inman (1892–1979)                                                  | 1947                                                                    | 1947                                                                    |                                                                         |                                                                         |                       |
|                                                                         | Lord Simon de Wythenshawe (1879–1960)                                   | 1947                                                                    | 1952                                                                    |                                                                         |                                                                         |                       |
| Winston Churchill                                                       | Lord Simon de Wythenshawe (1879–1960)                                   | 1947                                                                    | 1952                                                                    | Elizabeth II r. 1952-2022                                               |                                                                         |                       |
| Winston Churchill                                                       |                                                                         | Alexander Cadogan (1884–1968)                                           | 1952                                                                    | Elizabeth II r. 1952-2022                                               | 1957                                                                    |                       |
| Anthony Eden                                                            |                                                                         | Alexander Cadogan (1884–1968)                                           | 1952                                                                    | Elizabeth II r. 1952-2022                                               | 1957                                                                    |                       |
| Harold Macmillan                                                        |                                                                         | Alexander Cadogan (1884–1968)                                           | 1952                                                                    | Elizabeth II r. 1952-2022                                               | 1957                                                                    |                       |
|                                                                         | Arthur fforde (1900–1985)                                               | 1957                                                                    | 1964                                                                    | Elizabeth II r. 1952-2022                                               |                                                                         |                       |
| Alec Douglas-Home                                                       | Arthur fforde (1900–1985)                                               | 1957                                                                    | 1964                                                                    | Elizabeth II r. 1952-2022                                               |                                                                         |                       |
|                                                                         | Lord Normanbrook (1902–1967)                                            | 1964                                                                    | 15 juin 1967 (mort en fonction)                                         | Elizabeth II r. 1952-2022                                               |                                                                         | Harold Wilson         |
|                                                                         | Lord Hill de Luton (1904–1989)                                          | 1967                                                                    | 1972                                                                    | Elizabeth II r. 1952-2022                                               |                                                                         | Harold Wilson         |
| Edward Heath                                                            | Lord Hill de Luton (1904–1989)                                          | 1967                                                                    | 1972                                                                    | Elizabeth II r. 1952-2022                                               |                                                                         |                       |
|                                                                         | Michael Swann (1920–1990)                                               | 1973                                                                    | 1980                                                                    | Elizabeth II r. 1952-2022                                               | Baron Swann à vie en 1981                                               |                       |
| Harold Wilson                                                           | Michael Swann (1920–1990)                                               | 1973                                                                    | 1980                                                                    | Elizabeth II r. 1952-2022                                               | Baron Swann à vie en 1981                                               |                       |
| James Callaghan                                                         | Michael Swann (1920–1990)                                               | 1973                                                                    | 1980                                                                    | Elizabeth II r. 1952-2022                                               | Baron Swann à vie en 1981                                               |                       |
| Margaret Thatcher                                                       | Michael Swann (1920–1990)                                               | 1973                                                                    | 1980                                                                    | Elizabeth II r. 1952-2022                                               | Baron Swann à vie en 1981                                               |                       |
|                                                                         | George Howard (1920–1984)                                               | 1980                                                                    | 1983                                                                    | Elizabeth II r. 1952-2022                                               | Baron Howard de Henderskelfe à vie en 1981                              |                       |
|                                                                         | Stuart Young (1934–1986)                                                | 1983                                                                    | 29 aout 1986 (mort en fonction)                                         | Elizabeth II r. 1952-2022                                               |                                                                         |                       |
|                                                                         | Marmaduke Hussey (1923–2006)                                            | 1986                                                                    | 1996                                                                    | Elizabeth II r. 1952-2022                                               | Baron Hussey de North Bradley à vie en 1996                             |                       |
| John Major                                                              | Marmaduke Hussey (1923–2006)                                            | 1986                                                                    | 1996                                                                    | Elizabeth II r. 1952-2022                                               | Baron Hussey de North Bradley à vie en 1996                             |                       |
|                                                                         | Christopher Bland (1938–2017)                                           | 1 avril 1996                                                            | 30 septembre 2001                                                       | Elizabeth II r. 1952-2022                                               |                                                                         |                       |
| Tony Blair                                                              | Christopher Bland (1938–2017)                                           | 1 avril 1996                                                            | 30 septembre 2001                                                       | Elizabeth II r. 1952-2022                                               |                                                                         |                       |
|                                                                         | Gavyn Davies (1950–)                                                    | 1 octobre 2001                                                          | 28 janvier 2004                                                         | Elizabeth II r. 1952-2022                                               |                                                                         |                       |
|                                                                         | Lord Ryder de Wensum (1949–)                                            | 28 janvier 2004                                                         | 17 mai 2004                                                             | Elizabeth II r. 1952-2022                                               |                                                                         |                       |
|                                                                         | Michael Grade (1943–)                                                   | 17 mai 2004                                                             | 28 novembre 2006                                                        | Elizabeth II r. 1952-2022                                               | Baron Grade de Yarmouth à vie en 2011                                   |                       |
|                                                                         | Anthony Salz (1950–)                                                    | 28 novembre 2006                                                        | 31 décembre 2006                                                        | Elizabeth II r. 1952-2022                                               | Fait chevalier en 2013                                                  |                       |
| Président du BBC Trust                                                  |                                                                         |                                                                         |                                                                         | Elizabeth II r. 1952-2022                                               |                                                                         |                       |
|                                                                         | Chitra Bharucha (1945–)                                                 | 1 janvier 2007                                                          | 30 avril 2007                                                           | Elizabeth II r. 1952-2022                                               |                                                                         | Tony Blair            |
|                                                                         | Sir Michael Lyons (1949–)                                               | 1 mai 2007                                                              | 30 avril 2011                                                           | Elizabeth II r. 1952-2022                                               |                                                                         | Tony Blair            |
| Gordon Brown                                                            | Sir Michael Lyons (1949–)                                               | 1 mai 2007                                                              | 30 avril 2011                                                           | Elizabeth II r. 1952-2022                                               |                                                                         |                       |
| David Cameron                                                           | Sir Michael Lyons (1949–)                                               | 1 mai 2007                                                              | 30 avril 2011                                                           | Elizabeth II r. 1952-2022                                               |                                                                         |                       |
|                                                                         | Lord Patten de Barnes (1944–)                                           | 1 mai 2011                                                              | 6 mai 2014                                                              | Elizabeth II r. 1952-2022                                               |                                                                         |                       |
|                                                                         | Diane Coyle (1961–)                                                     | 6 mai 2014                                                              | 8 octobre 2014                                                          | Elizabeth II r. 1952-2022                                               |                                                                         |                       |
|                                                                         | Rona Fairhead (1961–)                                                   | 9 octobre 2014                                                          | 2 avril 2017                                                            | Elizabeth II r. 1952-2022                                               | Baronne Fairhead à vie en 2017                                          |                       |
| Theresa May                                                             | Rona Fairhead (1961–)                                                   | 9 octobre 2014                                                          | 2 avril 2017                                                            | Elizabeth II r. 1952-2022                                               | Baronne Fairhead à vie en 2017                                          |                       |
| Président du BBC Board                                                  |                                                                         |                                                                         |                                                                         | Elizabeth II r. 1952-2022                                               |                                                                         |                       |
|                                                                         | Sir David Clementi (1949–)                                              | 16 février 2017,                                                        | 15 février 2021                                                         | Elizabeth II r. 1952-2022                                               | Fait chevalier en 2004                                                  | Theresa May           |
| Boris Johnson                                                           | Sir David Clementi (1949–)                                              | 16 février 2017,                                                        | 15 février 2021                                                         | Elizabeth II r. 1952-2022                                               | Fait chevalier en 2004                                                  |                       |
|                                                                         | Richard Sharp (1956–)                                                   | 16 février 2021                                                         | 27 juin 2023,                                                           | Elizabeth II r. 1952-2022                                               |                                                                         |                       |
| Liz Truss                                                               | Richard Sharp (1956–)                                                   | 16 février 2021                                                         | 27 juin 2023,                                                           | Elizabeth II r. 1952-2022                                               |                                                                         |                       |
| Charles III Titulaire                                                   | Richard Sharp (1956–)                                                   | 16 février 2021                                                         | 27 juin 2023,                                                           |                                                                         |                                                                         |                       |
| Rishi Sunak                                                             | Richard Sharp (1956–)                                                   | 16 février 2021                                                         | 27 juin 2023,                                                           |                                                                         |                                                                         |                       |
|                                                                         | Dame Elan Closs Stephens (1949–)                                        | 27 juin 2023                                                            | 4 mars 2024                                                             | Anoblie en tant que Dame en 2019                                        |                                                                         |                       |
|                                                                         | Dr Samir Shah (1952–)                                                   | 4 mars 2024                                                             | Titulaire                                                               |                                                                         |                                                                         |                       |
| Sir Keir Starmer                                                        | Dr Samir Shah (1952–)                                                   | 4 mars 2024                                                             | Titulaire                                                               |                                                                         |                                                                         |                       |